# René de Cramer
René de Cramer, nascido Bruno René de Cramer (Aalter, 27 de dezembro de 1876 – Ghent, 22 de novembro de 1951) foi um artista plástico, desenhista, pintor, ilustrador, gravador e escultor belga.

## Biografia
René de Cramer foi um dos artistas mais versáteis que Aalter já produziu. Filho de um carpinteiro e marcineiro, desde cedo conviveu com a arte de entalhar de seu pai. A formação católica da família o marcou por toda a vida. Após o ensino fundamental, transferiu-se para Ghent, onde se tornou estudante no Instituto Sint-Amandus. Depois, foi autorizado a cursar Ciências Humanas. Mais tarde, começou a estudar no centro de treinamento em arte do Instituto Sint-Lucas. Em 1900, seus pais se mudaram para Ghent, onde ele construiu uma casa na recém aberta Sint-Lievenslaan, nº 40 (atual 136) de acordo com o projeto de seu amigo arquiteto Valentin Vaerwyck. Fez parte do movimento “Art & Craft”, montando uma pequena gráfica de letras decorativas, onde também desenvolveu a arte do entalhe e escultura. Ensinou, por um tempo, na Escola Técnica para Meninas no Tweebruggenstraat, em Ghent. Em 1908, tornou-se mestre de desenho na Universidade de Ghent até ser professor de artes ornamentais na Hogeschool Sint-Lucas em Ghent, de 1920 até sua morte. Com tempo, a sua criatividade foi crescendo e chegou aos quarenta e quatro anos, ainda solteiro. Em junho de 1920, casou-se com Helena Seys, com quem teve dois filhos: Paul (1921) e  Charles (1924).  Trabalhou muito, em diversos lugares, em ambientes internos e externos. Foi contratado para a decoração da Basílica de Lisieux; porém, por estar com a saúde comprometida, limitou-se aos mosaicos do coro e da parte de trás da cripta. Faleceu a 22 de novembro de 1951.

## Carreira
Estreou com trabalhos principalmente decorativos, como pôsteres, miniaturas e ilustrações de livros.
Em 1898, ele obteve o primeiro prêmio da Guilda de São Lucas. Foi professor de desenho na Universidade de Ghent e professor de desenho e artes decorativas em Sint-Lucas. Além disso, ele foi reitor da Guilda de São Lucas e São José e reitor da guilda de São Jorge. A influência dos pré-rafaelitas e do Art Nouveau é notada em seu trabalho. Mas, foi somente na década de 1920 que sua obra se desenvolveu totalmente. A partir de então, ele se tornou um dos maiores inovadores das artes religiosas da Bélgica, com sua típica linguagem de design Art Deco. 
 A Academia de Sint-Lucas, em Ghent, havia sido criada recentemente por Jean-Baptiste Bethune, com o intuito de formar artesãos e artistas qualificados. Fiel à visão artística neo-medieval cristã do fundador, inspirada no que Pugin havia feito na Inglaterra. Assim, Ghent se tornou o berço a partir do qual as pessoas queriam criar uma rede nacional de escolas de arte católicas.  A fonte de inspiração foi o movimento neogótico, com atenção à grande síntese da cultura cristã ocidental, na qual todas as artes e ofícios tiveram que ser integradas. Os Irmãos que dirigiam a Sint-Lucas desenvolveram sua própria pedagogia, em sintonia com a formação de artesãos e praticantes das artes industriais, duas categorias de ocupação que eram muito carentes durante os primeiros anos da sociedade industrial em desenvolvimento. Além de um estilo, o movimento neogótico também significava uma visão de pessoas, arte e artesanato e também iniciou movimentos de arte moderna posteriores. Cramer também se interessou pelas criações dos pré-rafaelitas (conhecida em inglês como Irmandade pré-rafaelita), uma sociedade de artistas do século XIX, principalmente pintores, fundada em pré-rafaelitas, que se chamavam assim porque consideravam que o pintor Rafael era superestimado e queria voltar a pintar nos padrões anteriores a seu tempo. 
 Eles lançaram as bases para o Jugendstil. O pré-rafaelismo está alinhado com o Renascimento e o Neorrenascimento. As pinturas são de natureza romântica e se apoiam no popular movimento de Artes e Ofícios. As telas geralmente têm uma aparência de pietismo. Os pintores foram treinados academicamente. Cramer recebeu sua educação neste ambiente.Frequentou, com seus colegas no mundo da arte, uma imensa série artística de Michel Vaerwijck, Pierre Olivier Joseph Coomans e Louis Cloquet, inspiração de contemporâneos mais antigos, como Charles Rennie Mackintosch e William Morris e escultores como Aloïs de Beule, Domien Ingels, Geo Verbanck, Oscar Sinia, além de Prosper Cornelis e Frans Coppejans.

Como estudante de Sint-Lucas, Cramer aprendeu todos os tipos de técnicas de arte, como desenho, pintura, modelagem, escultura, trabalho em cobre, além de estudar História da Arte teórica, o que fez com que os vários estilos não fossem um problema para sua carreira. Todas essas técnicas o fizeram sentir-se bem e realizado, em um período em que um artista podia fazer muito. Foi decano da Guilda de São Lucas e membro ativo na Guilda de São Jorge. 

## Obras
- Decorações de igrejas e da capelas: <ref>https://docplayer.nl/55382581-Bruno-rene-de-cramer-ik-vertel-het-jullie-liever-zelf.html<ref>
  - Igreja de Huise (1906)
- *Capela do Sangue Sagrado, em Bruges (1907),
  - Capela da Apresentação, em Ledeberg
  - Capela do Hospital Psiquiátrico, em Bruges
  - Capela do Castelo do cavaleiro de Gellinck, em Sint-Denijs-Westrem, atualmente a Clínica Neuro-psiquiátrica Sint-Camillus.
  - Igreja da abadia de Clervaux, em Luxemburgo, com todas as decorações destruídas, em 1940, pela ocupação alemã
  - Cripta da Basílica de Santa Teresinha, em Lisieux
- Trípticos e retábulos, memoriais de guerra, vitrais etc
- Ilustrações de livros:
  - Gand Monumental et Historique, Victor Fris, 1923,
  - Galhardetes e Bandeiras, Remembrance of Old Vlaendren, 1913,
  - Missal Quotidiano de Dom Gaspar Lefebvre (1ª ed. 1920)
  - Missal de Loppem
- Projeto de rendas e bordados famosos, oferecidos pela Escola de Renda de Zele às rainhas Elizabeth e Astrid
- Projeto do desenho do “Dinheiro de emergência”, emitido em moedas de papelão pelo governo de Ghent, durante a Primeira Guerra Mundial
- Pinturas de diversas estações da “Via Sacra”, entre outras, para:
  - O.-L.-V.-Sint-Pieterskerk-Ghent
  - Sint-Pauluskerk-Ghent.
  - Sint-Bavo institut
- escultura dos leões nas sineiras de reverberação do campanário em Ghent

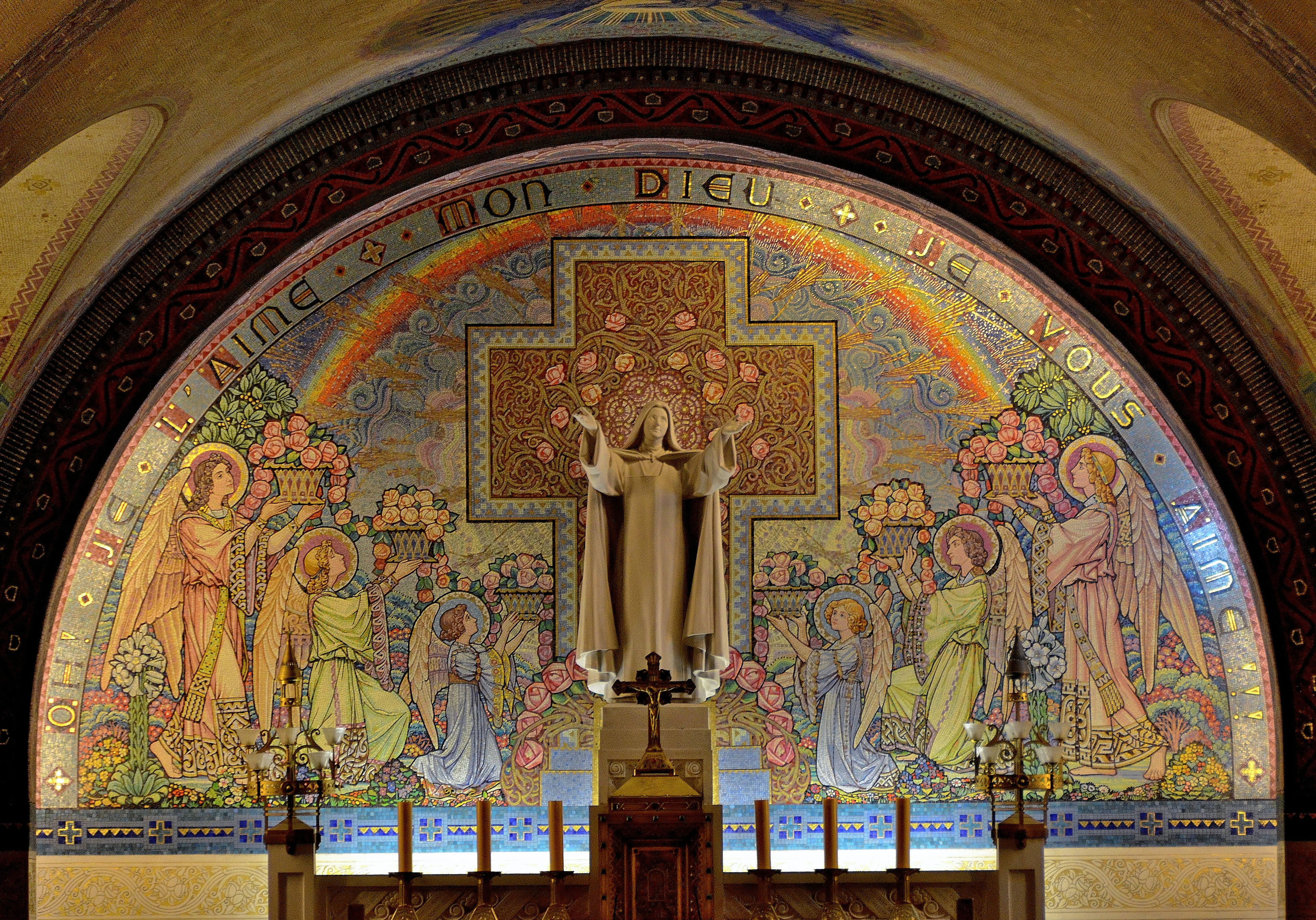
Lisieux, cripta da basílica
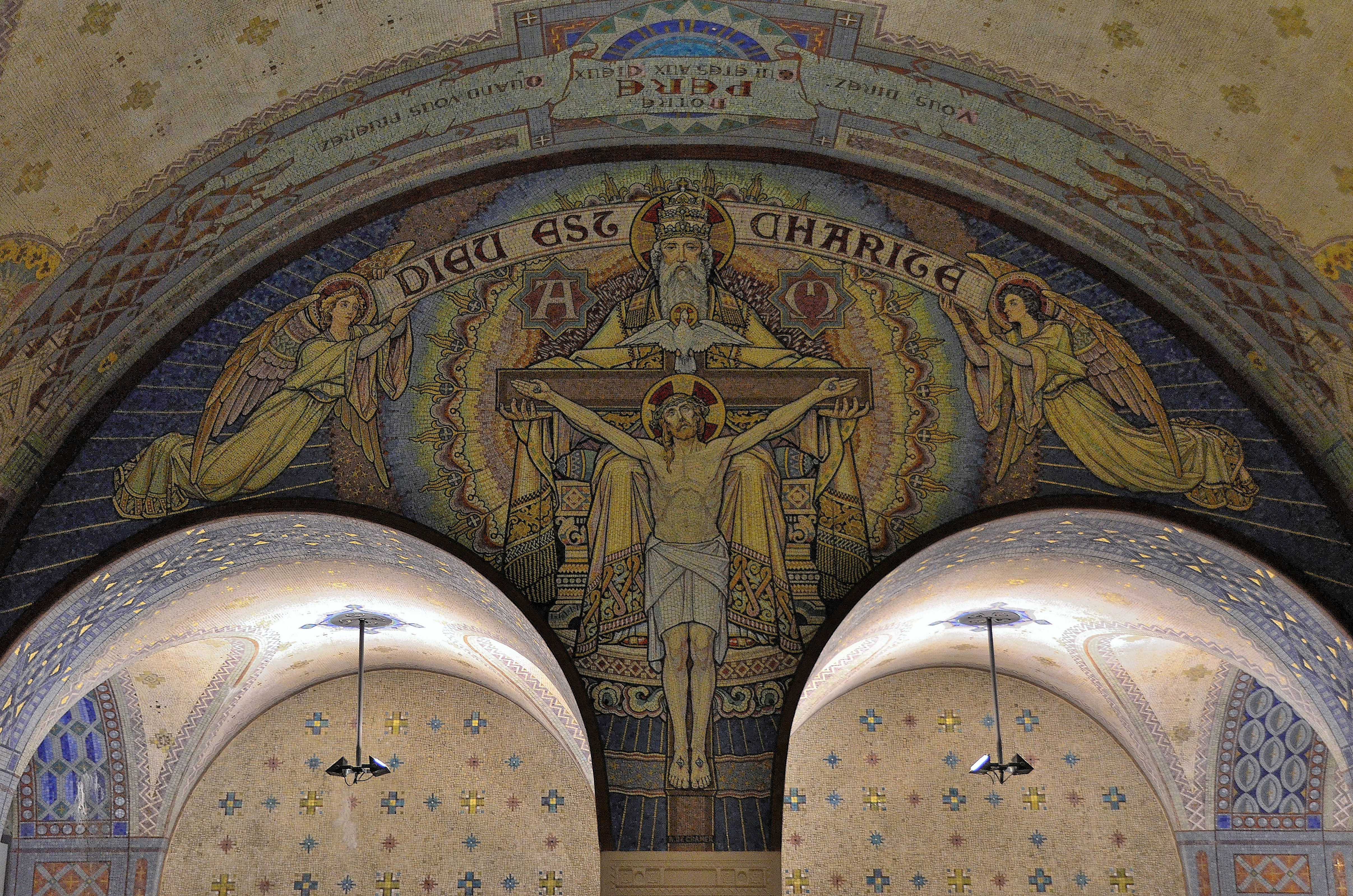
Lisieux, cripta da basílica
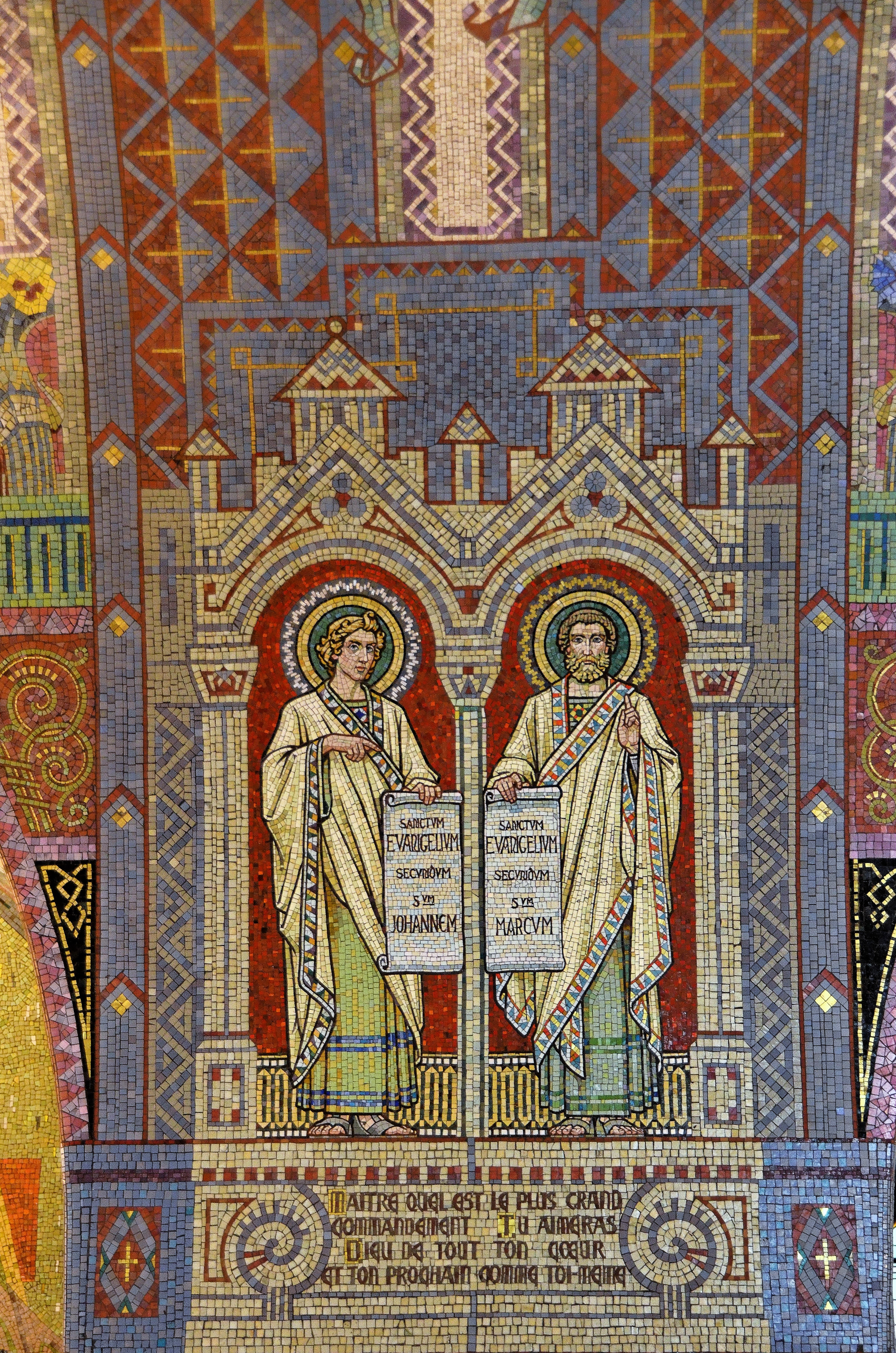
Lisieux, cripta da basílica
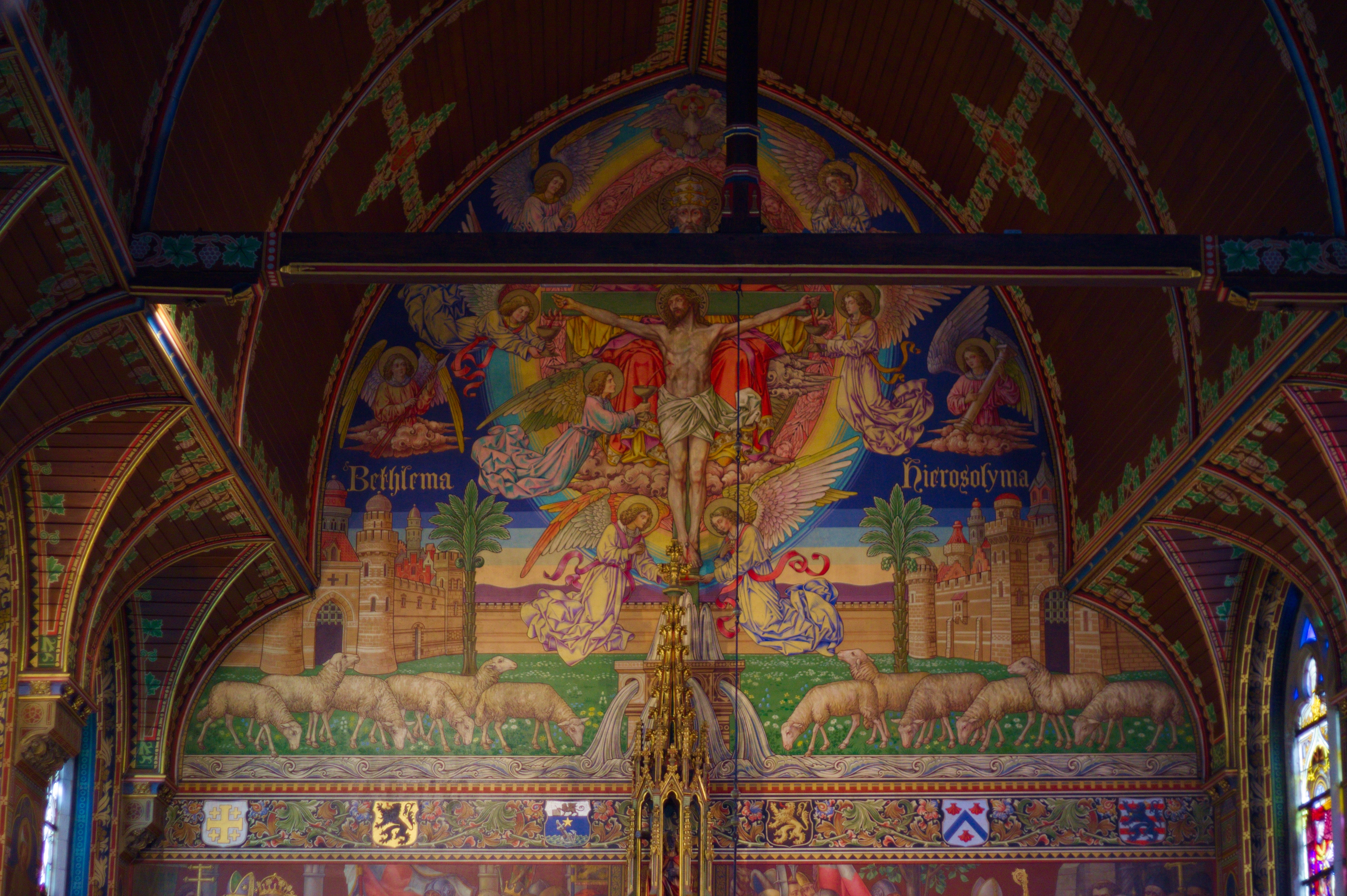
Bruges, Basílica do Santo Sangue